# 川辺外治
川辺 外治（かわべ そとじ、明治34年〈1901年〉2月8日 - 昭和58年〈1983年〉9月29日）は、富山県砺波市の洋画家。農家の次男に生まれて一時は画家を志すも、長兄の死により農業を継ぎ、その傍ら教師として多くの画家を育てた。

## 言葉
「人間疎外の美術、描くことそれ自体すら否定する美術、それで満足出来るならそれを実行するがよい。しかし大宇宙を信じ、その無限を見つめ片影を感受し、その表現に一生をささげる気概と意欲を燃やして生きることはなんと意義のあることであろうと夢想するものである。」と述べ、中央画壇に対しては批判的であった。

## 年譜
- 明治34年（1901年）2月4日、富山県砺波市苗加に川辺宇之吉、めゐの二男として生まれる。
- 大正5年（1916年） 富山師範学校第1部に入学し、曾根末次郎に写生を学ぶ。
- 大正7年（1918年） 長兄が病死
- 大正9年（1920年） 富山師範学校を卒業。福野小学校に勤務する。
- 大正11年（1922年） 図画研究会を設立する。油絵を描き始める。
- 大正12年（1923年） 「図画指導法」を出版する。
- 大正14年（1925年） 富山県美術展を福野小学校で開催する。
- 昭和2年（1927年） 東京府専科図画教員試験に合格
- 昭和3年（1928年） 東京市立大正小学校勤務として富山県より出向する。太平洋美術学校夜間部専科（昭和4年までは太平洋画会研究所）に入学。
- 昭和5年（1930年） 光風会に出品。
- 昭和7年（1932年） 富山県立砺波高等女学校（のちの富山県立砺波女子高等学校、現在の富山県立となみ野高等学校)に転任
- 昭和11年（1936年）7月、創立された大潮展に出品
- 昭和12年（1937年） 大潮展で『草刈り子供』が特選を受賞。
- 昭和16年（1941年） 第1回創元展に出品。以後、出品を続ける。第4回新文展で『忙中の食事』が入選し、三井コレクション買い上げとなる。これを記念し、一沓会を結成する。
- 昭和21年（1946年） 富山県洋画連盟を発起、結成する。疎開中の作家らと講習会を行う。
- 昭和23年（1948年） 富山県立出町高等学校（のちの富山県立砺波高等学校）に勤務する。砺波デッサン会を開設。
- 昭和28年（1953年） 日展に出品。以後も創元展とともに出品を続ける。
- 昭和31年（1956年） 北陸美術功労賞を受貫。富山県立砺波高等学校を退職。
- 昭和33年（1958年） ジャンルを越えた県内作家の創作グループ、彩彫会を結成する。
- 昭和40年（1965年） 「画業40年回顧展」（佐藤美術館）
- 昭和45年（1970年） 個展（新宿アルカン・シェル画廊）
- 昭和47年（1972年） 富山県文化功労賞を受賞。
- 昭和48年（1973年） 北日本文化賞を受賞。彩彫会15周年記念展（富山県民会館、銀座・ヤマト画廊）
- 昭和49年（1974年） 「川辺外治作品集」刊行。
- 昭和51年（1976年） 彩彫会富山県文化功労賞を受賞。
- 昭和53年（1978年） 勲五等瑞宝章を受ける。
- 昭和56年（1981年） 「黒い太陽シリーズ展」（富山美術館）
- 昭和58年（1983年） 「川辺外治自選展」（富山県民会館美術館・砺波市文化会館）開催。9月29日死去、享年82。

## 作品
- 「草刈り子供」 1937年
- 「藁仕事の母子」 1943年　キャンバス・油絵具　80.3×100.0cm　砺波市美術館所蔵[1]
- 「農婦」 1971年　キャンバス・油絵具　116.7×80.3cm　砺波市美術館所蔵
- 「黒い太陽（落日）」  1980年　キャンバス・油絵具　91.0×72.7cm　砺波市所蔵
- 「仁王」　キャンバス・油絵具　143.0×97.0cm
- 「残春」　キャンバス・油絵具　80×116cm[2]
- 「母と子」　キャンバス・油絵具[3]
- 「水晶 -ドイツ文学作家シュティフターの小説より-」　キャンバス・油絵具　100.0×88.0cm

## 逸話
戦時中、近隣の町に疎開してきた版画家の棟方志功や織田一磨、伊藤四郎などの生活を支援するために発表会や研修会などを企画して開催し、彼らとの交流を深めた。

## 書籍
- 「川辺外治の軌跡展」図録 砺波市美術館 1997年